# Sobór Zwiastowania w Suchumi
Sobór Zwiastowania w Suchumi – prawosławny sobór katedralny w Suchumi, w Abchazji. Należy do niekanonicznego Abchaskiego Kościoła Prawosławnego.
Świątynia została zbudowana w 1915 z funduszy społeczności prawosławnych Greków zamieszkujących Suchumi. Do lat 40. XX wieku zachowywała pierwotny grecki charakter. Po II wojnie światowej stała się katedrą eparchii suchumsko-abchaskiej Gruzińskiego Kościoła Prawosławnego.  
Architektura obiektu nawiązuje do sztuki bizantyńskiej. Jest to świątynia krzyżowo-kopułowa, trójnawowa, zwieńczona pojedynczą kopułą. Cerkiew została rozbudowana w latach 80. XX wieku z inicjatywy metropolity suchumskiego i abchaskiego Dawida.
Do 1990 w cerkwi znajdował się grób św. Jana Chryzostoma, przeniesiony następnie do monasteru w Komanie – miejscu śmierci świętego.
10 lutego 2011 rząd Republiki Abchazji podarował Sobór Zwiastowania Abchaskiemu Kościołowi Prawosławnemu do swobodnego i nieograniczonego korzystania.